# طواف كولومبيا 2002
طواف كولومبيا 2002 هو سباق دراجات هوائية أقيم بتاريخ يونيو 30 – يوليو 14، تكون السباق من 14 مرحلة وامتدّ لمسافة 1728.8 كم بسرعة 37.9395 كم/س، استغرق السباق 45 ساعة 34 دقيقة 21 ثانية.